# 格岑布吕克
格岑布吕克（法語：Goetzenbruck，亦作，法語發音：[ɡœtsənbʁyk]；洛林法兰克语：Getzebrikk）是法国摩泽尔省的一个市镇，位于该省东部，属于萨尔格米讷区。

## 地理
格岑布吕克（48°58'38"N, 7°22'47"E）面积8.12 平方千米，位于法国大東部大區摩泽尔省，该省份为法国东北部内陆省份，是洛林的一部分，西南接默尔特-摩泽尔省，东临下莱茵省，北与卢森堡和德国接壤。
与格岑布吕克接壤的市镇（或旧市镇、城区）包括：伦贝格、维默诺、圣路易莱比奇、迈森塔勒、穆特鲁斯。

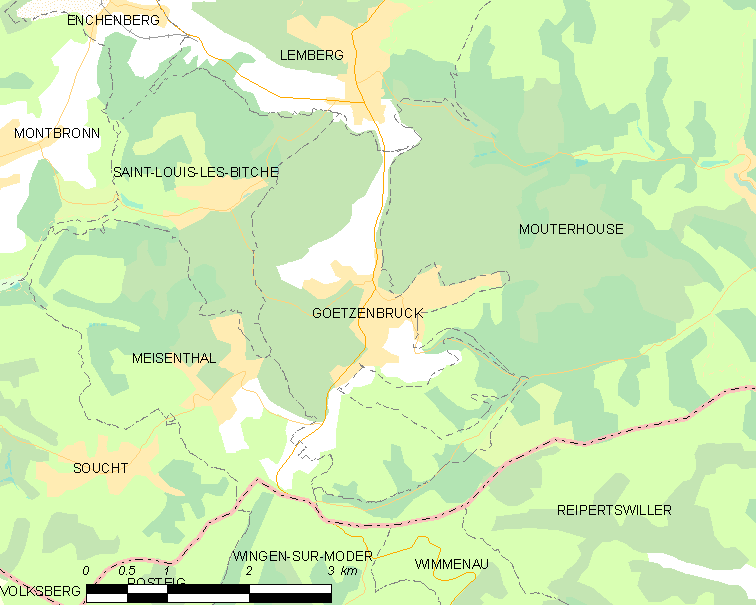
格岑布吕克的OSM定位图

格岑布吕克的时区为UTC+01:00、UTC+02:00（夏令时）。

## 行政
格岑布吕克的邮政编码为57620，INSEE市镇编码为57250。

## 政治
格岑布吕克所属的省级选区为比奇县。

## 人口

1962-2008年间格岑布吕克人口变化图示

格岑布吕克于2022年1月1日时的人口数量为1464人。